# Szilágyi Lenke
Szilágyi Lenke (Debrecen, 1959. szeptember 27. –) magyar fotóművész, érdemes és kiváló művész.

## Életút

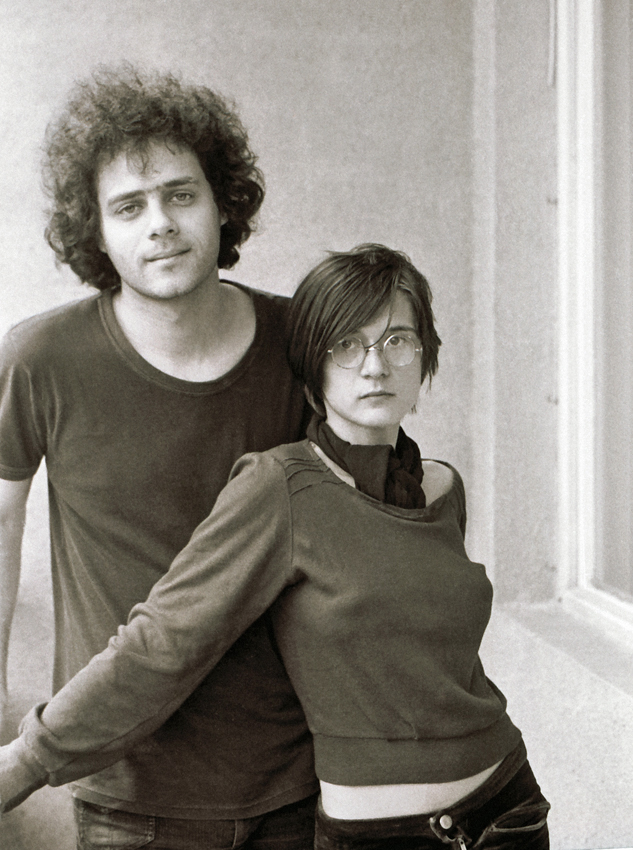
Forgách Andrással 1982-ben

1980-ban végzett a Képző- és Iparművészeti Szakközépiskola fotószakán. 1981-től vesz részt hazai és külföldi kiállításokon.
1990-től két évtizeden át a Beszélő heti, később havilap képszerkesztője, fotósa.
Folyamatosan dolgozik színházaknál; többek között az Egyetemi Színpad, a Merlin Színház, az Új Színház, a Városi Színház, a Budaörsi Játékszín valamint a Budapesti Katona József Színház- produkcióiról készült képeknél találkozhattunk nevével. Készített fotókat a Országos Színháztörténeti Múzeum és Intézet részére is. A 2010/2011-es szezonban a POSZT -Vekerdy Tamás és Urbán Balázs társaságában- válogatója volt.
Több mint két tucat film standfotósa volt. Dolgozott együtt Jancsó Miklóssal és a legfiatalabb filmes generáció két elismert művészével, Hajdú Szabolccsal és Mundruczó Kornéllal is.
Szenvedélyes utazó, elsősorban a magas hegyek világa vonzza. Útjain a fényképezőgép is jelen van, időnként azonban a túrázás és a fotózás nem egyeztethető össze konfliktusmentesen.
Tagja a Magyar Fotóművészek Szövetségének és a Magyar Újságírók Országos Szövetségének.

## Művészi inspirációk
Többek között a következő szerzők komponáltak műveket Szilágyi Lenke képeinek hatására:
Babiczky Tibor, Bán Zsófia, Borbély Szilárd, Centauri, Csengery Kristóf, Dragomán György, Erdős Virág, Esterházy Péter, Forgách András, G. István László, Győrffy Ákos, Halasi Zoltán, Imreh András, Jász Attila, Kiss Noémi, Kukorelly Endre, Krusovszky Dénes, Lackfi János, Láng Zsolt, Lázár Bence András, Magyar László András, Márton László, Mesterházi Mónika, Mestyán Ádám, Szabó T. Anna, Szijj Ferenc, Tamás Margit, Tandori Dezső, Tóth Krisztina, Vajda Gergely Balázs, Varga Mátyás, Vörös István.

## Kiállításai
- London – Barbican
- Lausanne – Kelet-európai fotókiállítás
- Nyitott Műhely: Fényszelídítő (2009)
- Stuttgarti Magyar Kulturális Intézet – Szilágyi Lenke jelenség

## Filmes közreműködései
Jancsó Miklós alkotásai

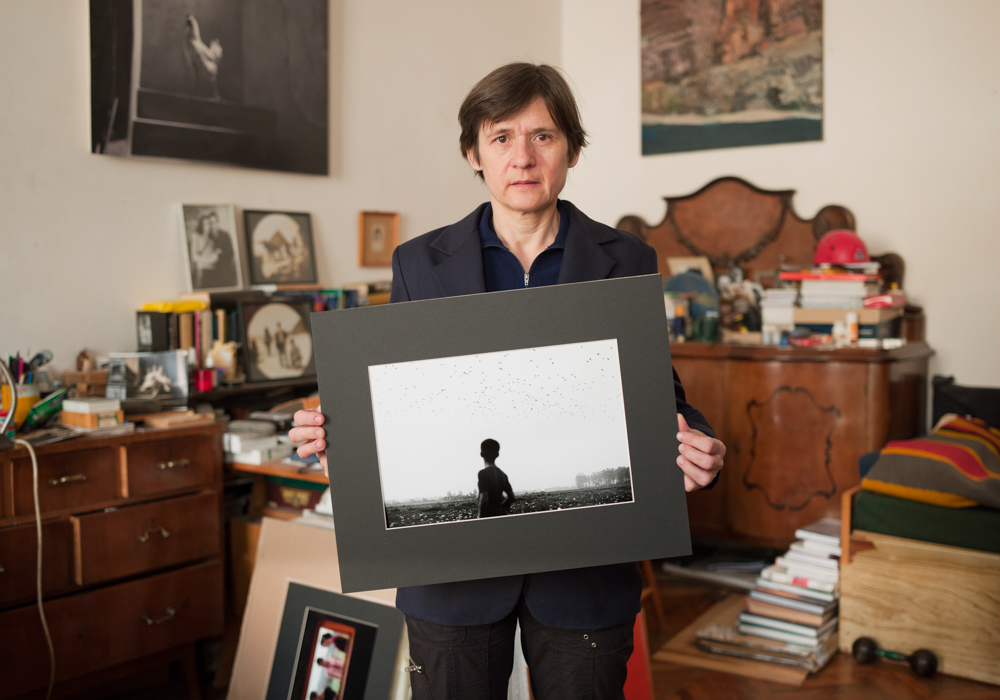
Urbán Ádám felvételén Debrecen (1988) című művével

- Nekem lámpást adott kezembe az Úr Pesten[4]
- Mohácsi vész[5]
- Anyád, a szúnyogok[6]

Szomjas György
- Nap utcai fiúk[7]

Mundruczó Kornél
- Delta[8]

Bollók Csaba
- Iszka utazása[9]

Hajdu Szabolcs
- Macerás ügyek[10]
- Tamara[11]
- Fehér tenyér[12]
- Bibliotheque Pascal[13]

Tímár Péter
- Casting minden[14]

Nemes Jeles László
- Türelem[15]
- The Counterpart[16]

Sólyom András
- 56 villanás[17]

Rainer Bär
- Das elfte Gebot[18][19]
- Kasper Holten: Juan[20][21]

## Kitüntetései
- Balogh Rudolf-díj (1999)
- Soros Alapítvány Székely Aladár Díja (1999)
- Magyar Fotográfiai Nagydíj (2007)
- Érdemes művész (2008)
- Kiváló művész (2012)
- Szőts István-díj (2016)[22]

## Fotóalbumai
- Fotóbrancs (1994)
- Látókép megállóhely (1999)
- Fényképmoly (2004)
- Single Lens[23] (2007)

## Képek a weben
- Fotografus.hu